# Estadio La Cartuja
Estadio La Cartuja, oficiálně Estadio La Cartuja de Sevilla (dříve Estadio Olímpico de la Cartuja), je víceúčelový stadion sloužící zejména pro fotbal a atletiku v Seville. Pojme 60 000 diváků. Kromě toho stadion slouží jako kulturní zařízení s možností pořádání koncertů. Tento stadion využívá při koncertních turné mnoho zpěváků a hudebníků.
Stadion byl postaven jako součást nabídky Sevilly na letní olympijské hry v roce 2004. Navrhli ho architekti Antonio Cruz Villalón a Antonio Ortiz García z firmy Cruz y Ortiz Arquitectos a výstavba tohoto stadionu stála 120 milionů €. Stadion byl slavnostně otevřen 5. května 1999 králem Juanem Carlosem I. a královnou Sofií Řeckou při přátelském mezinárodním fotbalovém utkání mezi Španělskem a Chorvatskem. V srpnu téhož roku se zde konalo Mistrovství světa v atletice. V roce 2003 se zde odehrávalo finále Poháru UEFA 2002/2003. Také se zde konaly události v tenisu: zápasy španělské reprezentace v Davis Cupu 2004 a Davis Cupu 2011 a finále Billie Jean King Cupu 2023. Když Sevilla podala nabídku pro pořádání olympijských her v roce 2008, měl stadion být i jejím hlavním centrem her. Pořádání ale bylo uděleno Pekingu.
Tři skupinová a jedno osmifinálové utkání ME 2021 se původně měla odehrát na stadionu San Mamés, necelé dva měsíce před začátkem mistrovství však bylo pořadatelství Bilbau odebráno. Stalo se tak kvůli neschopnosti baskických regionálních úřadů zajistit požadovanou obsazenost fanoušky, všechny zápasy se přesunuly do Sevilly. Zákaz přítomnosti fanoušků platil plošně po celém Španělsku, v případě Sevilly však výjimku udělily regionální zdravotnické úřady v Andalusii.
První koncert zde měl mexický zpěvák Luis Miguel. Z dalších známých umělců zde vystupovali U2, Madonna, Depeche Mode, Bruce Springsteen, AC/DC a další.